# Torre de los Mártires (Benicarló)
La torre de los Mártires de Benicarló, en la comarca del Bajo Maestrazgo, son unos pocos restos de una antigua torre de vigilancia que se ubican en las proximidades de la ermita del mismo nombre, y del poblado íbero fortificado “Puig de la Nau”, que se ubican en la cima del cerro conocido como Puig de la Nau, de unos 160 metros de altitud. Los restos están catalogados como bien de interés cultural de la provincia de Castellón, con código 12.03.027-011.
Se trata de una torre de vigilancia de la que no se tiene ninguna documentación por lo que resulta bastante compleja su datación. Presentando un lamentable estado de abandono y ruina.